# Beguine
El beguine es un baile, en un ritmo semejante a una rumba lenta, que fue popular en los años 1930. Es originario de las islas Guadalupe y Martinica. Es una fusión de ritmos locales, latinos y franceses y era tocado en lugares bailables. De allí se había exportado a París. En el creole de Martinica beke o begue significa "persona blanca" y beguine es la forma femenina de begue. 
El ritmo se popularizó mundialmente cuando Cole Porter escribió la canción "Begin the Beguine". La canción fue incluida en el musical Jubilee (1935) de Porter. Porter declaró que había escuchado el ritmo a una banda martiniquesa en un café-concert de París. Entonces bautizó el ritmo como una "rumba calipso", pero más tarde aseguró que se llamaba bel-air de la lune. 
En 1938 Artie Shaw y su Orquesta alcanzaron el tercer puesto de popularidad con una versión orquestal en ritmo de swing. Entonces, MGM sacó la película musical "Broadway Melody of 1940" en que Fred Astaire y Eleanor Powell bailaban "Begin the beguine". 
El segundo beguine más famoso es "Beneath The Southern Cross" (Debajo de la Cruz del Sur) escrito hacia 1952 por Richard Rodgers para la banda sonora la serie televisiva "Victory at Sea" (Victoria en el mar). Rogers y Oscar Hammerstein II utilizaron luego esta misma melodía de beguine para la canción "No Other Love" del musical "Me and Juliet" (Julieta y yo). 
Elvis Presley escribió y registró su propia canción en 1962 basada en la canción de Cole Porter "You'll Be Gone". En 1998 el título fue tomado para una película de romántica dirigida por Raymond DeFelitta que protagonizó Elijah Wood.